# NeBo
NeBo è il settimo album in studio della cantante croata Nina Badrić, pubblicato nel 2011.

## Tracce
1. Neopisivo – 5:02
2. Ljudi od ljubavi – 4:04
3. Sve je u redu – 5:51
4. Nebo – 4:02
5. Sanjam da smo skupa mi – 4:22
6. Na zidu plača – 4:23
7. Sve mi pamti – 4:16
8. Moje oči pune ljubavi – 5:14
9. Dat će nam Bog – 3:46
10. Pokazat ću ti kako da se vratiš – 3:44
11. Velika ljubav – 5:50
12. Prospi riječi (con Massimo) – 4:08
13. Znam te ja – 4:52
14. Mama – 4:19